# 장류로
장류로(Jangnyu-ro)는 전북특별자치도 순창군 순창읍에서 순창군 순창읍 은행삼거리를 잇는 도로이다.

## 주요 경유지
전북특별자치도
- 순창군 (순창읍)

## 노선
| 이름              | 접속 노선                                               | 소재지 | 소재지 | 비고                 |
| ----------------- | ------------------------------------------------------- | ------ | ------ | -------------------- |
| (이름없음)        | 국도 제24호선 (담순로)                                  | 순창군 | 순창읍 |                      |
| 고추장단지 교차로 | 민속마을길                                              | 순창군 | 순창읍 |                      |
| 백산 교차로       | 국도 제24호선 (담순로) 국가지원지방도 제55호선 (강천로) | 순창군 | 순창읍 | 지방도 제729호선구간 |
| (이름없음)        | 교성로                                                  | 순창군 | 순창읍 | 지방도 제729호선구간 |
| 옥천교            |                                                         | 순창군 | 순창읍 | 지방도 제729호선구간 |
| 순화 교차로       | 옥천동길 금산로                                         | 순창군 | 순창읍 | 지방도 제729호선구간 |
| 경찰서 교차로     | 순화로                                                  | 순창군 | 순창읍 | 지방도 제729호선구간 |
| 터미널사거리      | 옥천로                                                  | 순창군 | 순창읍 | 지방도 제729호선구간 |
| 중앙로사거리      | 순창로                                                  | 순창군 | 순창읍 | 지방도 제729호선구간 |
| 은행교            |                                                         | 순창군 | 순창읍 | 지방도 제729호선구간 |
| 은행삼거리        | 국도 제27호선 (대동로)                                  | 순창군 | 순창읍 | 지방도 제729호선구간 |

## 주요 건물 및 시설
- GS25 순창민속마을점 (장류로 67/백산리 288-10)
- SK에너지 강천주유소 (장류로 73/백산리 288-9)
- 순창군청소년수련관 (장류로 192/교성리 233-1)
- 순창국민체육센터 (장류로 200/교성리 237-1)
- 현대자동차 순창대리점 (장류로 235/교성리 182-2)
- 한국국토정보공사 임실순창지사 (장류로 294/순화리 472-5)
- 순창경찰서 (장류로 311/순화리 479)
- 쌍용자동차 순창전시장 (장류로 312/순화리 482-5)
- SK에너지 옥천주유소 (장류로 320/순화리 491-7)
- GS25 전북순창점 (장류로 333/순화리 95-5)
- 순화파출소 (장류로 338/순화리 98-3)
- GS칼텍스 순창제일주유소 (장류로 339/순화리 99-1)
- 순창우체국 (장류로 342/순화리 125)
- 새마을금고 순창새마을금고 본점 (장류로 347/순화리 112-6)
- CU 순창터미널점 (장류로 355/순화리 114-1)
- 세븐일레븐 순창터미널점 (장류로 355/순화리 114-1)
- 순창시외버스터미널 (장류로 355/순화리 114-1)
- 전라북도교육청 순창도서관 (장류로 379/남계리 268-1)
- 세븐일레븐 전북순창점 (장류로 380/남계리 210-2)
- 순창교육지원청 (장류로 383/남계리 268-1)